# SV Андромеды
SV Андромеды (лат. SV Andromedae), HD 225192 — двойная звезда в созвездии Андромеды на расстоянии приблизительно 1823 световых лет (около 559 парсеков) от Солнца. Видимая звёздная величина звезды — от +14,7m до +7,7m.

## Характеристики
Первый компонент — красная пульсирующая переменная звезда, мирида (M) спектрального класса M5e-M7e, или M6,5, или M6, или Md, или Me. Масса — около 1,645 солнечной, радиус — около 372,731 солнечных, светимость — около 190,9 солнечных. Эффективная температура — около 3291 K.
Второй компонент — красный карлик спектрального класса M. Масса — около 279,9 юпитерианских (0,2672 солнечной). Удалён на 1,766 а.е..